# عملية درع الصحراء
عملية درع الصحراء (Operation Desert Shield) كانت عملية عسكرية قامت بها الولايات المتحدة الأمريكية أثناء حرب الخليج الثانية. هدفت أولاً إلى حماية المملكة العربية السعودية، وقد تم ذلك في 7 أغسطس 1990 مع وصول 500000 جندي. اعتبرت أكبر عملية نشر للجنود الأمريكيين منذ صراع جنوب شرق آسيا. كانت منطقة الخليج العربي من ضمن منطقة حماية من قبل الولايات المتحدة، والتي تطلق عليها اسم "CENTCOM" (اختصاراً لعبارة "Central Command" أي «القيادة المركزية»).
في خضم هذه التحشدات العسكرية صدرت سلسلة من قرارات لمجلس الأمن والجامعة العربية، وكان أهمها قرار مجلس الأمن الدولي رقم 678 والذي صدر في 29 نوفمبر 1990 واختير بموجبه يوم 15 يناير 1991 موعداً نهائياً للعراق لسحب قواتها من الكويت وإلا فإن قوات الائتلاف سوف تستعمل كل الوسائل الضرورية لتطبيق قرار مجلس الأمن الدولي رقم 660 .

## تفاصيل العملية
في عام 1990 رفضت دول الخليج العربية خطة الرئيس العراقي السابق صدام حسين لإيقاف إنتاج ورفع سعر النفط. تراكم على العراق الكثير من الديون خلال حربه مع إيران وبقى ذلك لفترة طويلة. شعر الرئيس العراقي بأن الدول العربية المجاورة تتآمر ضده بعدما رفضوا رفع سعر النفط. لذا، بعد عدة أسابيع من حشد الجنود على الحدود الكويتية العراقية، وبعد اتهام الكويت بالعديد من الجرائم، بعث صدام حسين سبعة فرق من الجيش العراقي إلى الكويت في الساعات الأولى من يوم 2 أغسطس 1990. القوة الغازية تألفت من 120000 جندي و2000 دبابة، وقد ملأت جارة العراق الجنوبية سريعاً، مما سمح لصدام حسين بإعلان أن الكويت أصبحت محافظة بلاده التاسعة عشرة في أقل من أسبوع. ردت الأمم المتحدة سريعاً بعرض سلسلة من القرارات التي أدانت الغزو، وطالبت بانسحاب فوري للجيش العراقي من الكويت، كما فرضت حظر مالي وتجاري على العراق، وأعلنت أن عملية إلحاق الكويت غير صالحة.
فيما تعلق بما قام به العراق كتهديد لما تعتبره الولايات المتحدة أحد اهتماماتها الرئيسية، وهو قدرة إنتاج النفط في منطقة الخليج العربي، أمر الرئيس السابق جورج بوش عدداً من الطائرات الحربية والقوى الأرضية للذهاب إلى المملكة العربية السعودية بعد حصوله على الموافقة من طرف الملك فهد. بدأ الجنود العراقيون بالتجمع بالقرب من الحدود السعودية، وقد تخطو بعضاً منها، مما أشار إلى أن قوى صدام حسين تهدف إلى مواصلة السير جنوباً نحو حقول النفط السعودية.
قام وزير الخارجية الأمريكي جيمس بيكر بجمع 34 دولة في ائتلاف ضد العراق وكان 74 % من العدد الإجمالي للجنود التي تم حشدهم جنود أمريكيون. وصل العدد الإجمالي لجنود قوات الائتلاف إلى 660000. قامت الولايات المتحدة بعدد من الإجراءات لاستمالة الرأي العام في الشارع الأمريكي إلى القبول بفكرة التدخل الأمريكي في مسالة الكويت حيث برزت أصوات معارضة للتدخل في الشارع الأمريكي وأحد هذه الإجراءات كان إنشاء منظمة مواطنين للكويت الحرة والتي تم تمويلها بأموال كويتية حيث قامت بحملات إعلامية لكسب ود الشارع الأمريكي والعالمي وأحد الحملات الدعائية المثيرة للجدل التي قامت بها هذه المنظمة كانت إظهار سيدة على شاشة التلفزيون تصف كيف أن بعض الجنود العراقيين قاموا بإخراج الأطفال المرضى من حاضناتهم في أحد المستشفيات والقوا بهم على الأرض ليموتوا. بعد سنة واحدة من عرض هذا الشريط تم اكتشاف أن هذه السيدة كانت من أفراد العائلة الحاكمة في الكويت، وكانت تعيش في باريس أثناء الاجتياح العراقي للكويت.
الناقلات في خليج عمان والبحر الأحمر تجاوبت، وطائرات التصدي الخاصة بالقوة الجوية الأمريكية بدأت بالانتشار انطلاقاً من الولايات المتحدة، كما نقلت أنظمة الجسور الجوية الجيوش الأمريكية جواً متجهة إلى المملكة العربية السعودية. سارعت القوات البحرية بتقديم الامتدادات والمستلزمات من جزيرة دييغو غارسيا في المحيط الهندي إلى الخليج. خلال الأشهر الست التالية بنت الولايات المتحدة وحلفاؤها قوة كبيرة في شبه الجزيرة العربية كما قامت القوات البحرية بعمليات الحصار البحري لمساعدة حصار الولايات المتحدة ودعماً لعقوبات الأمم المتحدة ضد العراق.
قوات الائتلاف، وبالأخص الفيلق المنقول جواً رقم 18 ورقم 7، استخدمت الوحدات الخادعة لخلق انطباع يشير إلى أنهم أرادوا الهجوم قرب الكويت. أعد الفيلق رقم 18 عدة شبكات عسكرية زائفة محصنة بواسطة العديد من الجنود. باستخدام أدوات الراديو المحمولة المرتبطة بأجهزة الحاسوب، تم تناقل رسائل زائفة عبر الراديو بين المراكز العسكرية. بالإضافة إلى ذلك تم استخدام مولدات الدخان والسماعات الضخمة لتشغيل أصوات مسجلة مسبقاً لضجيج الدبابات.
في 17 يناير 1991، حينما تبين بأن صدام حسين لن ينسحب، تحول «عملية درع الصحراء» إلى "عاصفة الصحراء".